# هگزاکلروفن
هگزاکلروفن (انگلیسی: Hexachlorophene) یا ناباک یکی از ترکیبات آلی کلر است که در گذشته جهت گندزدایی کاربردِ فراوانی داشت.
هگزاکلروفن، جامد، سفیدرنگ و بی‌بو است، اما انواع تجاری آن کاملاً سفید نیست و کمی بوی شبه فنول دارد.
این ماده محلول‌درآب نیست، اما در استون، اتانول، دی‌اتیل اتر و کلروفرم حل می‌شود.
در پزشکی هگزاکلروفن به‌عنوان ضدعفونت موضعی و ضدباکتری در خمیردندان‌ها و صابون‌ها بکار می‌رود.
در کشاورزی هم از این ماده به‌عنوان قارچ‌کشِ خاک، باکتری‌کشِ گیاهان و کنه‌کُش استفاده می‌شود.
متوسط دوز کشندهٔ هگزاکلروفن در موش‌ها ۵۹ میلی‌گرم به ازای هر کیلوگرم وزن بدن است و بنابراین کمی سمی است. این ماده بر اساس مفادِ دانشنامه شیمی صنعتی اولمان، جهش‌زا و تراتوژن نیست، اما مرکز جهانی تحقیقات سرطان می‌گوید هگزاکلروفن اثر سوء بر جنین داشته و تا حدودی نیز تراتوژن است.